# سفر نفرین‌شده
سفر نفرین‌شده یا سفر لعنتی (به انگلیسی: Voyage of the Damned) فیلمی محصول سال ۱۹۷۶ و به کارگردانی استوارت روزنبرگ است. در این فیلم بازیگرانی همچون فی داناوی، ماکس فون سیدو، اسکار ورنر، مالکوم مک‌داول، اورسن ولز، جیمز میسون، لی گرانت، کاترین راس، لوتر ادلر، مایکل کنستانتین، دنهلم الیوت، خوزه فرر، لین فردریک، هلموت گریم، جولی هریس، وندی هیلر، پال کوسلو، نحمیا پرسوف، فرناندو ری، لئونارد راسیتر، ماریا شل، جنت سوزمن، سام وانامیکر و بن گازارا ایفای نقش کرده‌اند.